# L'església del mar
L'església del mar (La catedral del mar originalment en castellà) d'Ildefonso Falcones és una novel·la històrica sobre la vida a Barcelona durant el segle xiv. La història té com a nexe d'unió la construcció de Santa Maria del Mar, al barri de la Ribera i la vida de les persones de l'època.

## Trama

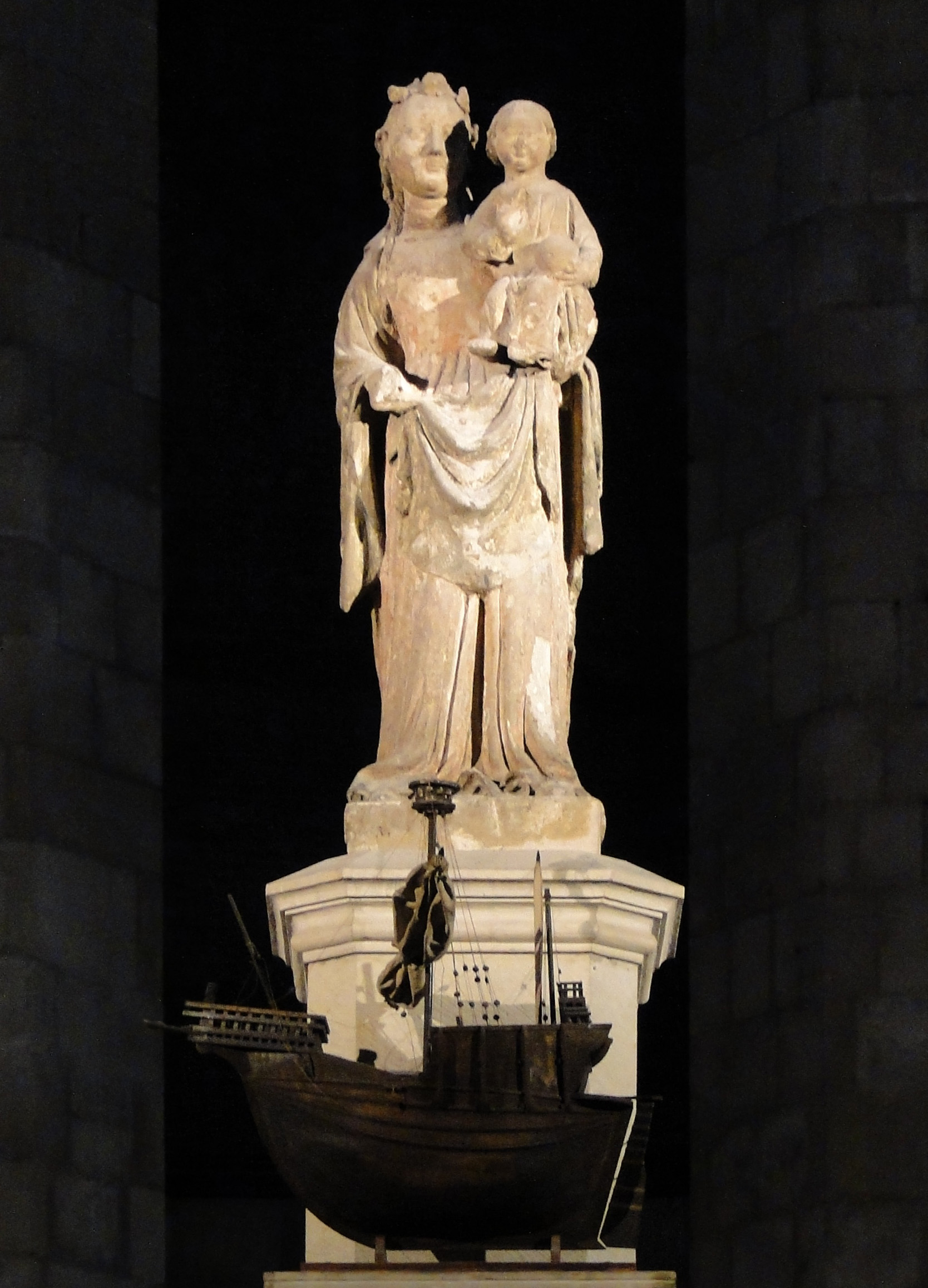
Santa Maria del Mar

La història se situa a Barcelona, al segle xiv. En un dels moments de màxima esplendor de la Corona Aragonesa, s'està construint l'església oficial (l'actual Catedral de Barcelona) i al barri marítim també hi ha una construcció d'un temple religiós. A diferència de la Catedral és un temple fet directament pel poble. Aquesta església ha arribat majestuosa al dia d'avui: Santa Maria del Mar.
Al voltant de la construcció d'una església de les dimensions de Santa Maria del Mar han succeït milers d'històries; totes elles oblidades avui. En aquesta novel·la Ildefonso Falcones, un advocat barceloní, ens explica una història fictícia però que ben bé podria haver estat realitat.
Bernat Estanyol fuig l'any 1320 de les seves terres a Navarcles (el Bages) amb el seu fill Arnau, acabat de néixer. Van a Barcelona, a cercar la llibertat i deixar de ser serfs (és a dir, de ser virtualment esclaus a ser ciutadans). Un cop arribats a Barcelona, la vida s'estabilitza durant uns anys fins que arriba l'epidèmia... i amb ella la revolta. Arnau queda orfe i ha de començar a treballar en l'ofici més dur, el de mosso carregador del port: es converteix en un bastaix. Els bastaixos són els responsables de portar les pedres des de Montjuïc fins a Santa Maria del Mar, cosa que fan mentre no han de descarregar cap vaixell al Port de Barcelona.
Passen uns quants anys, durant els quals Arnau participa en la guerra (retratada com una mostra més d'opressió contra la població civil). Més endavant, fa amistat amb un comerciant jueu de Barcelona i la seva vida canvia: passa a ser canviador i es converteix en una de les majors fortunes del país. Això no passa desapercebut pel major consumidor de diners, el Rei Pere el Cerimoniós, que li dona un títol de noble i una pupil·la com a muller. I assoleix un gran càrrec: és el nou cònsol de mar de Barcelona. Mentre, l'amor de la seva vida el té ben a prop (i a la vegada, ben lluny).
Però les seves relacions amb la jueria no són ben vistes per tothom i la seva riquesa cobejada. Aquí entra en acció el protagonista que faltava: la Inquisició. Arnau toparà amb ells i en patirà les conseqüències. Fins al punt d'estar a punt de ser condemnat per heretge i endimoniat.
El poble de Barcelona no ho permetrà...

## Personatges principals
- Bernat Estanyol, serf dels senyors de Bellera a Navarcles (Bages) que fuig amb el seu fill Arnau cap a Barcelona per obtenir la llibertat
- Arnau Estanyol, protagonista central de la història. Inicialment, com a noi, viu al Palau dels Puig i després treballa com a palafrener, bastaix, soldat i canvista fins a aconseguir, per gràcia del Rei Pere III el Cerimoniós, un títol nobiliari. També és nomenat Cònsol de Mar de Barcelona
- Joan Estanyol, fill adoptiu de Bernat Estanyol. La seva mare va mantenir relacions fora del matrimoni, raó per la qual el seu marit la va tancar de per vida. A la seva mort, Bernat Estanyol l'adopta. De gran es converteix en frare dominic i inquisidor.
- Mar Estanyol, filla adoptiva d'Arnau. El seu pare va morir a conseqüència de la pesta i Arnau la va adoptar.
- Sahat/Guillem. Esclau musulmà i amic d'Arnau, cedit per un mestre jueu. L'ajuda en la seva vida de canvista.
- Francesca Estanyol, dona de Bernat i mare d'Arnau. Els abusos del senyor de Bellera la converteixen en una prostituta i proxeneta.

## Dades del llibre
Títol: «L'església del mar»

Títol original: «La catedral del mar»

Autor: Ildefonso Falcones

Traducció al català: Carles Urritz

666 pàgines

1a edició (març 2006)

ISBN: 84-01-38692-6

## Adaptacions
El 2018 la novel·la s'adaptà com a sèrie de televisió amb el mateix nom. Veure La catedral del mar (sèrie)